# Apasági előny (szociológia)
A társadalom egyes mechanizmusai szerint még ma is léteznek gender alapú megkülönböztetések, mely akár diszkriminációhoz is vezethet. A diszkrimináció lehet pozitív, vagy negatív, általában sztereotípiákon alapul. Az apasági előny (fatherhood bonus) a szociológiában használatos terminus, az apává vált férfiak felé irányuló, pozitív diszkriminációs mechanizmusok kifejezésére.

## A megítélés hatásai
Kulturális elválárok szerint, főleg az egykeresős családmodell alapján, az apa a család fenntartója, ezért dolgozik, ami egybecseng a munkaadó érdekével, aki egy motivált, biztos munkaerőt keres. Emiatt a társadalom, a munkaerőpiac, vagy a munkáltató bizonyos “bónuszokat”, jutalmakat nyújt a férfiaknak, ami lehet anyagi (magasabb fizetés), alkalmazás vagy előléptetés és pozitív értékítélet. A magasabb fizetés hagyományosan a kenyérkeresői felelősség szerint egy bizonyos “kapacitásnövekedést jelent”, tehát az apák részben a gyermek ellátása miatt, részben pedig az anya fizetésének pótlása miatt megnövelik a munkaóráik számát. Ennek közvetett hatása van a férfi teljesítményére, ugyanis ezáltal a munkaadó azt látja, hogy loyális és megbízható alkalmazottról van szó és ráadás értékekkel “ruházza fel” az apát, amely építi a férfiak különböző megítélését. Az előléptetés, vagy az alkalmazás esetében is hasonló a helyzet, a gyermekes apák sokkal inkább megbízhatóbbnak tűnnek, hiszen hosszú távú elkötelezettséget és karriert sugall az, hogy gondoskodniuk kell a családjukról. Ez a diszkriminációs mechanizmus károsnak mondható abból a szempontból, hogy megkülönbözteti a férfi és női munkavállalókat nem képességeik, vagy képzettségük, hanem a nemük alapján, ami pedig az úgynevezett “gender gap”, tehát a nemek közötti különbségek fenntartását, elmélyítését jelenti.

## Anyasági hátrány (motherhood penalty)
Az apasági előny ellentétének mondható az anyasági hátrány (motherhood penalty), mely fogalom egy negatív diszkriminációs működést ír le. Általánosságban, ha a “ideális vagy jó munkaerőről” van szó az várható el, hogy a munkaórákat hatékonyan végzi, nem riad vissza a túlóóráktól, elhivatott és képes a magánéletét félretenni. Ezzel szemben az “ideális anya” - a társadalom elvárásai szerint - legtöbb idejét és energiáját a gyermeke gondozásával tölti, még akkor is, ha ez a karrierje rovására megy. Az “ideális anya” és “ideális munkaerő” szembenállása miatt az anyává vált nők arra döbbenhetnek rá, hogy nem szívesen alkalmazzák őket, kevesebb fizetést kapnak, vagy informálisan a nem jó alkalmazott bélyegét ragasztják rájuk. Ez ellen természetesen jogi, illetve szociális intézkedések is érvényben vannak, melyet tiltják a diszkriminációt, de tanulmányok szerint, ennek ellenére is létezik és működik.